# Heinz Läuppi
Heinz Läuppi (Trimbach, cantó de Solothurn, 7 de gener de 1936 - Aarau, 27 de novembre de 2001) va ser un ciclista suís professional del 1962 al 1966. Es va especialitzar en el ciclisme en pista on va aconseguir, com amateur, una medalla al Campionat del Món de Mig Fons.

## Palamarès
- 1965
  -  Campió de Suïssa en mig fons